# Khalid Masoud al-Nasr
Khalid Masoud al-Nasr (in arabo خالد مسعود النصر‎?; Doha, 10 settembre 1980) è un ex cestista qatariota.

## Carriera
Con il Qatar ha disputato i Campionati mondiali del 2006 e quattro edizioni dei Campionati asiatici (2001, 2003, 2005, 2007).